# Vuelo 9646 de Cubana
El vuelo 9646 de Cubana de Aviación, se refiere a un Ilyushin Il-62M, registrado como CU-T1281 y operado por Cubana, que debió operar un vuelo internacional no regular de La Habana - Milán - Colonia que se estrelló el 3 de septiembre de 1989, poco después de despegar desde el Aeropuerto Internacional José Martí, a causa del mal tiempo. Los 126 ocupantes de la aeronave, más 24 personas en tierra murieron en el accidente. 
Es el desastre aéreo más grave en la historia de Cuba hasta la fecha.

## Accidente
El avión despegó con fuertes lluvias y ráfagas de viento de 30 a 50 millas por hora (48 a 80 km / h). Los alerones se fijaron a 15º de 30° por la tripulación en un intento para ganar velocidad, pero esta acción reduce la posibilidad de la aeronave para ganar altura. El avión se elevó a cerca de 53 metros (174 pies), donde fue golpeado por las corrientes descendentes que causaron que la estructura del avión chocara al final de la pista de aterrizaje, posteriormente golpeó una radioayuda y una pequeña colina antes de estrellarse en una zona residencial, a unos minutos después del despegue. Todas las 126 personas a bordo –115 pasajeros, en su mayoría italianos veraneantes, y una tripulación de 11 personas– murieron en el accidente, otros 24 personas perdieron la vida en la tierra.

## Causa
Los investigadores atribuyeron el accidente del vuelo 9646 a la decisión del piloto de volar después de un brusco deterioro en las condiciones meteorológicas. El piloto subestimó los riesgos de despegar y al mismo tiempo no juzgó el mal desempeño de la aeronave en condiciones meteorológicas adversas.